# Блоцишево
Блоцишево (пол. Błociszewo, нім. Moorau) — село в Польщі, у гміні Сьрем Сьремського повіту Великопольського воєводства.
Населення — 405 осіб (2011).
У 1975-1998 роках село належало до Познанського воєводства.

## Демографія
Демографічна структура станом на 31 березня 2011 року:
|          | Загалом | Допрацездатний вік | Працездатний вік | Постпрацездатний вік |
| -------- | ------- | ------------------ | ---------------- | -------------------- |
| Чоловіки | 193     | 36                 | 145              | 12                   |
| Жінки    | 212     | 52                 | 124              | 36                   |
| Разом    | 405     | 88                 | 269              | 48                   |